# Oligoplites altus
 Oligoplites altus és una espècie de peix de la família dels caràngids i de l'ordre dels perciformes.

## Morfologia
Els mascles poden assolir els 56 cm de longitud total.

## Distribució geogràfica
Es troba des de Mèxic fins al Perú.